# Дети против волшебников
«Дети против волшебников» — роман, первая книга серии «Наука побеждать», автором которой заявлен греческий писатель Никос Зервас (вымышленное лицо или псевдоним группы авторов), вышедшая в 2005 году.
Написана с резко критической позиции, позиционируемой как «русская православная», в отношении серии книг Джоан Роулинг о волшебнике Гарри Поттере, изображая персонажей этих книг врагами русских и православия.
Позиционируемое как произведение для детей и подростков, содержит пропаганду антисемитизма (еврейские имена антагонистов, кровавый навет на евреев), описание распития спиртных напитков несовершеннолетними и сексуальных домогательств; ненормативную лексику, подробные описания зверств (натуралистичные сцены расчленения животных, включая маленьких котят, убийства новорождённых детей и др.) и жестокости, в том числе совершаемой положительными персонажами и представленной как правильное поведение (например, Телегин ломает новобранцу позвоночник за то, что тот принёс ему мокрую пачку сигарет) . Книга вызвала крайне неоднозначную реакцию как в церковной, так и в светской среде.
В дальнейшем вышли два продолжения: «Кадеты Точка Ру» (2007) и «Греческий Огонь» (2007), которые привлекли значительно меньше внимания.
Экранизирована в 2016 году в виде одноимённого мультфильма.

## Автор и издательство
Издательство «Лубянская площадь» было создано президентом медиагруппы «Русский предприниматель» и главным редактором одноимённого аналитического журнала Леонидом Макуровым примерно за год до выпуска книги. Причём это произошло после того, как «на нас вышел литературный агент писателя Зерваса». Причём Макуров имел давние тесные отношения с Грецией «Русский предприниматель» регулярно проводил там российско-греческие экономические форумы «Моя Родина». Об авторе Макуров рассказал, что «Зервас писал большую часть книги на русском (он очень хорошо знает этот язык, учился на филфаке в Москве и женат на русской женщине), а то, что на греческом, отняло не слишком много времени у переводчиков. Зато над самой книгой работал штат известных журналистов в качестве редакторов».
В 2006 году вслед за книгой «Дети против волшебников» вышли два интервью с автором в газетах «Аргументы и факты» и «Труд», причём в последнем со слов некой Гули Шинкаренко сообщалось, что Зервас в конце 1980-х, «начитавшись „Братьев Карамазовых“, приехал доучиваться в Москву. Получив диплом, Никос женился на скрипачке Светке Олениной и совсем уж неожиданно для всех махнул на Урал, где с преогромным трудом устроился учителем русской литературы в сельскую школу, кажется, где-то под Орском. Однако годика через два Никос решил не искушать судьбу и вместе со Светкой и двумя карапузами вернулся в Грецию, где отец — капиталист простил блудного сына и отошёл в мир иной, оставив после себя неплохое наследство, позволившее Зервасу посвятить себя литературным трудам». Редакция «Аргументов и фактов» отказалась давать какую-либо информацию о данной публикации, а в «Труде» сообщили, что «интервью пришло от рекламной службы» и «нам его прислали по почте, ни автора статьи, ни героя мы не видели». Андрей Кураев на своём форуме написал: «В редакцию Труда это интервью „Зерваса“ пришло сверху — от их хозяев, братьев Ананьевых (Промсвязьбанк). Они же финансировали издание и рекламу книжки».
22 октября 2015 года на встрече любителей православной книги в библиотеке им. В. Маяковского некая женщина сказала, что «Никос Зервас означает „Победа Бога“. Книга написана для взрослых. В ней многое зашифровано. Я знала автора лично. Это был священник и очень хороший человек. Больше я вам ничего сказать не могу»
21 декабря 2017 года книга была включена на Украине в список запрещённых.

## Сюжет
Книга начинается с рассказа о загадочной Лиге магов и колдунов, практически захватившей мир. Неприступной осталась лишь Россия благодаря загадочной «русской (византийской) защите», не дающей волшебникам действовать на умы русских людей. Единственной брешью в «русской защите» является сравнительно недавно возникшая «поттеромания». Пользуясь этим, глава Лиги Гендальфус Тампльдор отправляет в Москву одного из своих лучших учеников, Леонарда «Лео» Рябиновского, чтобы он стал «русским Поттером», привлёк пятерых русских детдомовцев волшебством и заманил на остров Лох-Хоррог, где школа довершила бы снятие «русской защиты». Эксперимент, проведённый колдунами на пяти детдомовцах из России, удался — четверо полностью потеряли защиту.
Лео, показывая магию, «зачаровывает» юную фанатку Гарри Поттера Надежду Еропкину, по прозвищу «Морковка». Он предлагает ей, чтобы при взгляде на неё все улыбались и, получив её согласие, ставит ей на лоб позорную печать «Русская засранка» с неприличным рисунком внизу — намёк на печать антихриста. Тем временем её дед, генерал ВС РФ и директор Московского суворовского училища Тимофей Петрович Еропкин, и его друг, генерал ФСБ и доктор юридических наук Севастьян Куприянович Савенков, разрабатывают план спасения детдомовцев, ранее взятых колдунами в школу. Готовится разведгруппа для расследования инцидента.
Дальше в повествовании появляется Иван Царицын, по прозвищу «Иван Царевич», кадет Суворовского училища. Он часто нарушает устав, как сам полагает, из добрых побуждений. Так, он проникает в дом тележурналиста-мошенника Артемия Уроцкого с целью разоблачить его лживые статьи о последствиях «дедовщины» в армии. Именно Ивана и выбирают на роль разведчика вместе с Петрушей Тихогромовым, неуклюжим и на первый взгляд совершенно бесполезным в этом задании кадетом. Вместе с мальчиками едет подполковник ВС РФ Виктор Петрович Телегин, военный со стажем, взявший на себя руководство. Любимый Наденькой профессор теологических наук Осип Куроедов, полностью поддерживает её стремление стать белой колдуньей, и она прячется в рюкзаке Ивана Царицына.
По пути в школу кадеты попадают на греческий остров, где живут священники под руководством таинственного Геронды. По пути Петруша исчезает, а Телегин оказался ранен, и Геронда определяет, что это ему за грехи. Он многое рассказывает о служащих дьяволу волшебниках.
Царицын уже без Петруши и Телегина добирается до замка Мерлина, где находится школа. Перед самой посадкой на подлодку, которая должна была довезти кадетов до замка, Петруша нашёлся и вместе с Царицыным отправился дальше. Когда герои достигли школы, из рюкзака Царицына вылезает Наденька. Царицын не успевает её остановить, и она отправляется на Джорджеву мельницу, где живёт «добрая» волшебница Пегги «Тухлая Ветчина». Эта колдунья похищает Еропкину. Царицын, переодетый медведем, спасает её, но даже тогда она ему не верит.
Герои проникают в школу и внедряются туда под видом новых учеников. Иван пытается спасти Наденьку и остальных, попутно выясняя, что школа — мистификация, все чудеса — подделка, а истинная цель занятий — воспитание безнравственности, жестокости, жадности и т. д. Но дети уже поддались влиянию «магов», и спасти их трудно. К тому же, на стороне «колдунов» предательница Сарра Лейбовна Цельс (Александра Глебовна Селецкая) из русского отдела по изучению магии и замка Мерлина.
Выясняется, что магия всё же существует, но она подчинена Принципалу (Сатане), а «русской защитой» является православие, защищающее православных верующих от влияния колдовства. В «защите» враги находят «пробоину»: у Ивана это тщеславие. Петруша же оказался очень набожным и оттого неприступным для волшебников. На помощь детям прибывает Телегин, и вместе они уничтожают замок вместе с частью колдунов, попутно выяснив, что Гарри Поттер является женщиной, сестрой-близнецом Гермиомы, а заодно и клоном Мерлина (Мерилин).
Однако злодей Лео стал очень популярен в Москве, а значит, дело не закончено.

## Персонажи

### Главные герои
- Иван Царицын (Шушурун) — кадет. Послан в школу волшебства в качестве разведчика. Страдает тщеславием.
- Пётр Тихогромов (Ашур-Теп Тихий Гром) — кадет, друг Ивана Царицына. Послан вместе с ним в школу волшебства в качестве разведчика.
- Надежда (Надейда) Еропкина — внучка генерала Еропкина. Обманутая Лео, хотела стать доброй волшебницей, для чего сбежала из дома. Впрочем, Царицын и Тихогромов сумели её спасти.
- Кассандра (Касси) Зервас — дочь автора.
- Ставрос (Ставрик) Зервас — сын автора.
- Анастасия (Асия) Рыкова — ученица школы Мерлин. Единственная из пяти детдомовцев, с кого колдуны не смогли снять защиту.
- Виктор Петрович Телегин — подполковник ВС РФ. Был послан вместе с Царицыным и Тихогромовым в школу волшебства. Помог им победить колдунов.
- Тимофей Петрович Еропкин — генерал ВС РФ, директор Суворовского училища. Дед Надежды Еропкиной.
- Севастьян Куприянович Савенков — генерал ФСБ, доктор юридических наук. Руководит отделом ФСБ по борьбе с колдунами. Друг генерала Еропкина, вместе с ним отправил Царицына и Тихогромова в школу Мерлин.

### Отрицательные персонажи
- Волшебник Гарри («Великий Гарри»)[12] — колдун, транссексуал FtM, клон Мерилин (Мерлина). Имеет на лбу татуировку в виде красной вздыбленной кобры. Ранил Тихогромова и пытался убить Царицына.
- Леонард Рябиновский — волшебник, посланный в Россию для взлома «русской защиты». Обманул Надежду Еропкину и поставил ей на лоб печать.
- Гендальфус Бенциан Бендрагон Тампльдор (Владиморт де Моргиавола) — глава лиги колдунов. Преподаватель превосходства. Ректор Академии. Послал в Россию Лео. Убит Виктором Телегиным.
- Колфер Фост — колдун. Преподаватель наступательной магии. Декан факультета Гриммельсгаузен. Выжил после нападения Телегина и в сиквеле возродил Орден.
- Гермиома Грейнджер[13] — колдунья, сестра-близнец Гарри, клон Мерилин (Мерлина).
- Йенна Мак-Нагайна — колдунья. Преподаватель фундаментального ведовства. Декан факультета Моргнетиль. Учит учеников летать на метле и избавляться от привязанностей. Пыталась заставить Надежду Еропкину отречься от Родины и семьи, после чего получила от Тихогромова удар метлой.
- Кохан Кош («Кощей») — алхимик, колдун. Преподаватель прикладной магии. Обучает учеников стремиться к богатству и зарабатывать деньги. Декан факультета Агациферус.
- Войцех Шпека — колдун польского происхождения.
- Феофрасто Феофраст — колдун. Преподаватель красноречия. Со слов Гендальфуса, придумал легенду об убийстве родителей Гарри Поттера.
- Барон Рюдегер фон Бетельгейзе — колдун. Искал греков с кадетами в Лабруисе при помощи заколдованного пера.
- Карлотта ван Холль — колдунья. Преподаватель полётов на метле. Заместитель Колфера Фоста. Убита Виктором Телегиным.
- Пегги «Тухлая Ветчина» — колдунья. Живёт на Джорджевой Мельнице. Пыталась похитить Надежду Еропкину, но Царицын ей помешал.
- Белла Малафонте — колдунья. Была отправлена на ликвидацию шпиона, приехавшего с ансамблем «Петрушки», в сиквеле была телохранительницей.
- Рамона аль-Рахамма — колдунья. Преподаватель очарования. Декан факультета Венусиомнис.
- Артемиус Кальяни — колдун. Преподаватель искусства.
- Карлис Гаафс — колдун. Аспирант. Воспитывает в учениках жестокость.
- Артемий Уроцкий — тележурналист. Пострадал от издевательств Царицына и Тихогромова.
- Эвелина Уроцкая — жена тележурналиста Артемия Уроцкого.
- Эдуард Мылкин — писатель, автор книг про ведьм Лолиточку и Адочку. Встречал в Москве Леонарда Рябиновского.
- Осип Куроедов — профессор теологических наук. Положительно относится к магии.
- Жорж Мерло, он же Георгий Мерлович — ученик школы колдунов. Один из пяти детдомовцев, на которых проводился эксперимент. Студент Моргнетиля. Эгоцентрист, поэтому имеет большие успехи в магии превосходства.
- Эльвира Турухтай — одна из детдомовцев, над которыми проводили эксперимент. Студентка Гриммельсгаузена. Жестока и имеет большие успехи в наступательной магии.
- Вениамин Фенин (Бен) — один из детдомовцев, над которыми проводили эксперимент. Студент Агациферуса. Ненавидит Россию и русских, стыдится своего происхождения.
- Анатолий Гошечкин (Сладкий Толян) — один из детдомовцев, над которыми проводили эксперимент. Студент Венусиомниса.
- Ариель Ришбержье (Ари) — студент Агациферуса, за буйные успехи в учёбе был переведён в Моргнетиль, награждён Орденом Мерлина, принят в Звёздную Лигу и посвящён в паж-рыцари.
- Сарра Лейбовна Цельс (Александра Глебовна Селецкая) — бывшая русская разведчица, перешедшая на сторону колдунов. Сотрудница Лабруиса. В сиквеле возрождает Орден совместно с Колфером Фостом.

### Священники
- Таинственный Геронда («геронда» — в греческом языке звательный падеж от «герон» — «старец»). Со слов Касси, духовник семьи автора.
- Отцы Ириней и Арсений.

## Критика

### Положительные отзывы
Книга получила одобрение известных московских священников Русской православной церкви — протоиерея Александра Шаргунова (по некоторым данным, он и есть автор книги) и протоиерея Артемия Владимирова. Они рекомендовали эту книгу для чтения в своих печатных и устных выступлениях. В частности, протоиерей Александр Шаргунов в своей рецензии назвал книгу Зерваса «книгой-разоблачением» и «книгой-противоядием», которая, по его словам, ярко показывает, «как ведётся война против России».
Настоятель домовой церкви Московского государственного университета протоиерей Максим Козлов назвал эту книгу «едва ли не первым опытом современной православной книги для мальчиков-подростков. Ведь огромная сейчас проблема: у нас нет художественной литературы, новой, церковной по мировоззрению, которую можно было бы дать мальчикам-подросткам на границе с юношеством. <…> Мы впервые (или почти впервые <…>) имеем дело с интересным сюжетом, с героями, которым хочется подражать, выписанными не сусально, не моралистически, — реальными современниками наших детей, живущих с ними в одном времени, одними интересами, говорящими с ними на одном языке. Не идеальных, но живых». Также, по мнению Максима Козлова, «у какой-то части подросткового населения» после прочтения книги должен «выработаться иммунитет» к «очень опасной, гарри-поттеро-мании».
Главный редактор газеты «Благовест» А. Е. Жоголев считает, что «это книга-скандал, книга-удар, книга, которая далеко превзошла в безудержной смелости даже нашумевшую недавно „Мечеть Парижской Богоматери“». По мнению Жоголева, это — «русский ответ… на брошенную нам всем магическую перчатку», «не жалобно русофильская альтернатива сатанисту Гарри», а «настоящая литература, дающая пищу и уму, и сердцу».
Положительные отзывы о книге Зерваса часто содержат полемику с протодиаконом Андреем Кураевым, апологетом книг о Гарри Поттере. В частности, Жоголев пишет: «Предвижу, что и в Православной среде найдутся те… самые „Осипы Куроедовы“ со страниц романа, которые совсем недавно расхваливали юного колдуна Гарри Поттера, в этот раз дружно поднимутся против Православного бестселлера. Но замолчать, не заметить эту шокирующую книгу и им не удастся». Дистанцируется «от взгляда отца А. Кураева, который считает, что можно и нужно придавать книгам про Гарри Поттера некоторую христианскую интерпретацию», и протоиерей Максим Козлов. Апологетическая статья в защиту книги Зерваса была размещена на форуме протодиакона Андрея Кураева.
Профессор Московской духовной академии Михаил Дунаев в эфире радио «Радонеж» сказал: «Книга Зерваса вполне достойна, чтобы её читать… Она даёт верный взгляд на мир, и не грубо дидактично, а на примерах вот этой увлекательной истории с детьми… Вся коллизия этой книги строится на противопоставлении понятия чуда и волшебства, на самом деле это противоположные понятия… Книга построена на том, что чудо побеждает волшебство. Чтобы овладеть волшебством, герой книги должен отречься от своей родины и от церкви. Тогда потусторонние силы будут помогать человеку… Чудо же не может быть совершено по приказу человека. Чудо может произойти по просьбе человека, по его молитве к Богу. И главные герои книги убеждаются в этом на собственном примере».
В своей рецензии в журнале «Русский дом» М. М. Дунаев уточняет эту мысль: «Важнее всего в книге Зерваса разоблачение самой природы колдовства — в этом едва ли не самая глубокая мысль повести, её важнейшее достоинство. Выясняется, что к магии оказываются способны лишь те, в ком вызрели тёмные греховные страсти, они являются питательной почвой для возможности колдовать, а совершаемое колдовство растит и укрепляет это самое нечистое начало в человеке, — образуется порочный замкнутый круг, из которого в какой-то момент уже невозможно вырваться. Светлые души оказываются органически не способными к волшебству. Зато их охраняет чудо, совершаемое по молитве духоносных монахов, а также и самих детей».
Восторженную аннотацию для книги Зерваса написал российский писатель-фантаст Олег Верещагин: «Иногда говорят, что эта книга — наш ответ Гарри Поттеру. Но это не ответ. Это расстрел пресловутого Потёртого Хари из всех стволов в упор. Почитайте. Лично я был в восторге — я, человек, который не переваривает христианства!!!».
По мнению литературного критика Владимира Смыка, книга является «Подлинным прорывом в нашей детской литературе»: «Особая ценность книги, отличающая её от подавляющего большинства других изданий для подростков, в том, что в Никосу Зервасу удалось найти образ положительного героя — героя в прямом смысле этого слова: отважного, смелого, благородного, великодушного сверстника тех, кто стоит на пороге юности и мечтает о приключениях, подвигах, славе. Мальчишки захотят подражать такому герою, как дети прошлых лет подражали Тимуру из знаменитой повести Аркадия Гайдара».
Российский религиовед Роман Силантьев писал в 2009 году: «Читать первую книгу довольно интересно — действие в ней развивается динамично, хотя и слишком гротескно. Присутствует немало шуток, в том числе и удачных. <…> А вот продолжения „Детей против волшебников“, повествующие о борьбе с антирусскими политтехнологами и их пособниками в современной Москве, получились откровенно скучными и по сравнению с первой частью трилогии не вызвали и десятой доли былого резонанса. В итоге многие критики отметили, что сама идея книг Зерваса вполне удачна, однако её исполнение, мягко говоря, далеко от идеала».
Монахиня Евфимия (Пащенко) писала: «Книга читается „на одном дыхании“, приключение сменяется приключением, причём до последней главы книги все ещё неясно, кто же победит — могущественные учителя магии, на чьей стороне — и охранники с автоматами, и страшные заклинания, и демоны-помощники, или горстка ребят, единственным оружием которых оказываются вера и дружба».

### Отрицательные отзывы
Книга, которая позиционировалась издателями как детская, неоднократно подвергалась критике за натуралистичные сцены насилия, сниженную лексику, описание распития спиртных напитков несовершеннолетними и сексуальных домогательств, антисемитизм. Так, диакон Андрей Кураев в своей книге «Перестройка в Церковь» отмечает:

В антигаррипоттеровском как-бы-очень-православном романе «Дети против волшебников» есть более чем натуралистические страшилки: «Удачным выстрелом из „Моссберга“ второго добермана разорвало пополам. Клочки разлетелись, обдав грязный склон грязными внутренностями. — Офигеть, — честно признался кадет Царицын, передёргивая затвор. — Мне начинают нравиться волшебные зонтики». «Теперь мы аккуратно втыка-а-а-аем эти ножницы кошке в живо-от. И начинаем потихоньку разрезать ей шкурку, — с бледной полуулыбкой пояснил аспирант Гаафс. — Нужно, чтобы вы-ы-ыпали кишочки. Кто-нибудь хочет попробовать?».. «Хвостик упал вниз с деревянным звуком, из обрубка толчками захлестала чёрная кровь. Кошка зашлась в хрипе, раздирая когтями пластиковую подставку штатива». ТАКОГО в «Гарри Поттере» нет.
Протоиерей Игорь Прекуп отмечает множество ошибок в тексте, фривольную речь некоторых персонажей, в том числе старца, а также то, что даже авторская речь пересыпана сомнительными с точки зрения детской литературы выражениями:

в авторской речи мы обнаруживаем, что курсанты скидываются по пятёрке не «с души», не «с носа», а «с морды». Прадед Телегина, будучи казаком-пластуном, «мастерски резал глотки чеченским разбойникам и туркам». Ремень оружия охватывает тело Царицына «под задницей», он же «радостно хихикая, перевалился пузом на крыло мачты», его «буравят» «ледяными гляделками», «на террасах под открытым небом — всякая шушера да шелупонь», которая «падает на задницу», когда пытается ему противостоять, куклу Телегина колдуны тоже протыкают «в задницу» и т. д. Албанцев автор обзывает «албаноидами», негров — «негритосиками», своих же, вроде бы, детей — «гречатами».
Насилие и оскорбления позволяют себе не только отрицательные, но и положительные персонажи. Как отметил Олег Торбасов, «отличие добра от зла тут вообще не прощупывается». Директор издательства «Никея» Николай Бреев охарактеризовал книгу как «очень агрессивную»: «Это какой-то постмодерн чистой воды. Может ли церковная миссия идти через постмодерн? Я считаю, что нет, никак».
Другим объектом критики стало подмена патриотизма возвеличиванием советских спецслужб и их преемников и пропагандой империализма, милитаризма и шовинизма. Протоиерей Игорь Прекуп отмечает пропаганду «идеи сращивания Церкви и спецслужб во имя восстановления империи». Игумен Пётр (Мещеринов) отмечал, что книга восхваляет «на уровне откровенного кича чудовищный симбиоз Церкви и спецслужб, и уж никак не может быть перед светским обществом носителями подлинных ценностных традиций».
Книга критиковалось и за то, что образы героев не соответствуют христианским ценностям. Как отмечалось в официальном издании Московского Патриархата, газете «Церковный вестник»: «Книга „Дети против волшебников“ на поверку оказывается чудовищной смесью ходульных образчиков религиозного благочестия со сценами, достойными экранизации Тарантино. Действия же „положительных“ персонажей, да и они сами, порой противоречат не только подлинным христианским идеалам, но даже и тем благочестивым штампам, которые заданы автором книги. Всё это оставляет ощущение неестественности, неискренности, попытки подогнать характеры героев под идеологию, которой одержим автор. Здесь нет и не может быть места <…> личному опыту общения с Богом. <…> В Церкви, вырисовывающейся на страницах книги „Дети против волшебников“, есть место для национальной идеи, для оккультизма и для борьбы с ним, для идеологии, — но есть ли в ней место для Христа?». Игумен Пётр (Мещеринов) назвал эту книгу «культурной подделкой», которая не имеет ничего общего с «великой христианской европейской и отечественной культурой». Как отмечал Олег Торбасов, «Доведённый до экстремизма православный фундаментализм Зерваса — это практически русское язычество с суровой фигурой родового Бога-покровителя и молитвами, не менее, чем колдовство, носящими прикладной характер».
Отмечалось и то, что книга, вроде бы написанная в защиту православия, дискредитирует некоторых православных проповедников. Так, в книге довольно отталкивающе описывается богослов Осип Куроедов — очевидная пародия на профессоров Московской духовной академии диакона Андрея Кураева и Алексея Осипова, а также упоминается барон Рюдегер фон Бетельгейзе, в котором усматривают намёк на патриарха Алексия II, который происходил из курляндских дворян фон Рюдигеров. Отмечалось, что книга способна оттолкнуть читателя от православия. Так главный редактор журнала «Мир фантастики» Пётр Тюленев написал: «после настолько радикальных книжек невольно начинаешь задумываться: а почему нет законов против оскорбления чувств неверующих людей? Одно успокаивает: к настоящему православию все эти пятьсот страниц никакого отношения не имеют».
Нарекания вызвал и автор книги, которого выдавали за известного греческого писателя, но которого никто не видел, в том числе в греческой среде, и который очень хорошо для иностранца знаком с советскими и российскими реалиями. Анна Качуровская, проведя журналисткое расследование, пришла к выводу, что книгу «Дети против волшебников» написал «не греческий писатель Никос Зервас (которого просто не существует), а группа патриотически настроенных российских литературных негров».

## Экранизация
В 2016 году режиссёр Николай Мазуров снял экранизацию первой книги серии — полнометражный мультфильм «Дети против волшебников». Мультфильм вышел только в ограниченный прокат и получил резко негативные отзывы кинокритиков и зрителей и рекордно низкие рейтинги, снискав славу худшего проекта за всю историю российской мультипликации.